# Amt Geltinger Bucht
Het Amt Geltinger Bucht is een Amt in de Duitse deelstaat Sleeswijk-Holstein. Het ontstond in 2008 uit de samenvoeging van de voormalige Ämter Gelting en Steinbergkirche. Het Amt ligt in het gebied Angeln in het oosten van het Landkreis Schleswig-Flensburg.

## Deelnemende gemeenten
| - Ahneby - Esgrus - Gelting - Hasselberg - Kronsgaard - Maasholm | - Nieby - Niesgrau - Pommerby - Rabel - Rabenholz | - Stangheck - Steinberg - Steinbergkirche - Sterup - Stoltebüll |